# Ga tàu điện ngầm Maelbeek/Maalbeek
Maalbeek (tiếng Hà Lan, phát âm [ˈmaːlbeːk]) hay Maelbeek (tiếng Pháp, viết theo chính tả tiếng Hà Lan cổ) là một nhà ga tàu điện ngầm Bruxelles ở thành phố Bruxelles. Tên nhà ga xuất phát từ một con suối tên là Maalbeek. Nhà ga này được các tuyến số 1 và số 5 phục vụ.
Nhà ga này là một trong những mục tiêu bị tấn công khủng bố trong đợt các vụ đánh bom Bruxelles 2016.